# Loafers
Loafer eller hyttesko er sko uden snørebånd. Konstruktionen kan minde om mokkasiner. Et design blev introduceret i London af Wildsmith Shoes og kaldes Wildsmith Loafer. De begyndte som casual sko, men har oplevet en øget popularitet som en sko til jakkesæt. Et andet design blev introduceret som Aurlandskoen i Norge i begyndelsen af 1900-tallet. De bæres i mange forskellige sammenhæng i forskellige farver og designs, ofte med kvaster foran, eller metaldekorationer.
En mindre casual tidlig type loafer laves med kiler i siden, og er fremstillet ligesom oxfordsko dog uden snørebånd. Disse sko har elastiske stykker i siden, der tillader at skoen tages let af og på, men sidder fast på foden. Denne type er mest populær i Storbritannien.